# Claude Lévi-Strauss

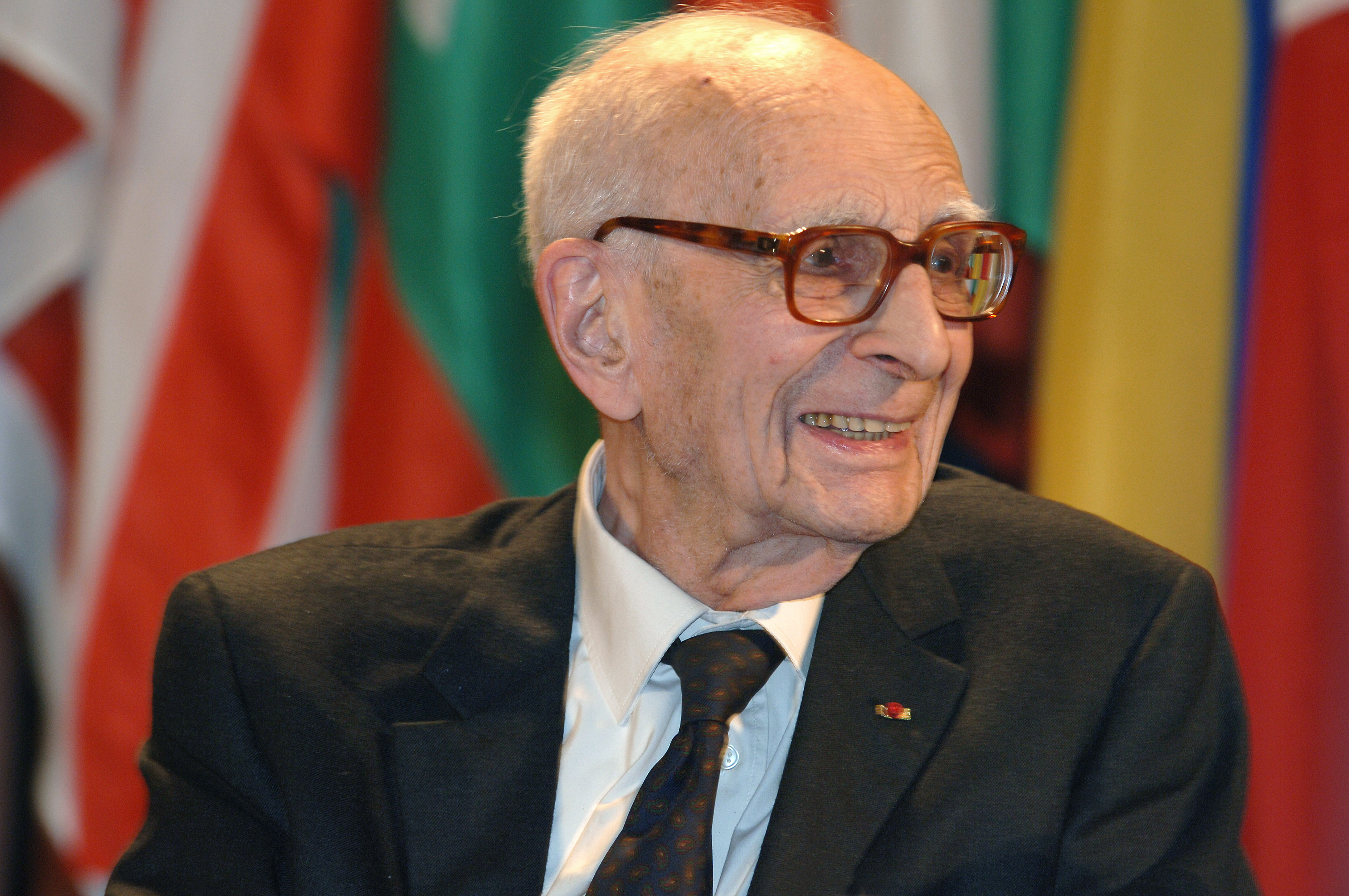
Lévi-Strauss im Jahr 2005

Claude Lévi-Strauss [kloːd leviˈstʀoːs] (* 28. November 1908 in Brüssel; † 30. Oktober 2009 in Paris) war ein französischer Ethnologe. Er gilt als Begründer des ethnologischen Strukturalismus. Während seines akademischen Wirkens war er vornehmlich mit der Elitehochschule École des hautes études en sciences sociales (EHESS) sowie dem Collège de France in Paris verbunden.

## Leben

### Kindheit und Jugend
Claude Lévi-Strauss war Sohn jüdischer Eltern. Sein Vater Raymond Urbain Elie Lévi-Strauss (1881–1953) war Porträtmaler, seine Mutter war Emma Lévi-Strauss, geborene Lévy (1886–1984). Claude wohnte während des Ersten Weltkriegs bei seinem Großvater mütterlicherseits, einem Rabbiner der Synagoge in Versailles. Die Eltern zogen dann nach Paris.
Dort besuchte er das Lycée Janson de Sailly und studierte an der Sorbonne Rechtswissenschaften und Philosophie. Nach einem juristischen Lizentiat bestand er 1931 die Agrégation (Staatsprüfung für das höhere Lehramt) in Philosophie. Er heiratete 1932 Dina Dreyfus, die jüngere Schwester seines Jugendfreundes Pierre Dreyfus. Nach seinem Wehrdienst unterrichtete er an Lycées in Mont-de-Marsan (1932/33) und in Laon (1933/34). In dieser Zeit betätigte er sich auch als sozialistischer Aktivist und Redner.

### Zeit in Brasilien
Von 1934 bis 1937 wurde Lévi-Strauss im Rahmen einer französischen Kulturmission als Gastprofessor für Soziologie an die Universität von São Paulo entsandt. Seine erste Frau Dina Dreyfus, eine ausgebildete Ethnologin, hielt zur selben Zeit die ersten Ethnologie-Vorlesungen Brasiliens. Zwischen 1935 und 1939 unternahmen Dina und Claude mehrere ethnographische Forschungsreisen nach Mato Grosso und ins Amazonasgebiet. Die ertauschten Sammlungsgegenstände wurden zwischen Brasilien und Frankreich geteilt. Die erste Ausstellung im Pariser Musée de l’Homme stand unter dem Titel Expédition Dina et Claude Lévi-Strauss. Später geriet der Beitrag Dinas fast vollständig in Vergessenheit, wozu Claude, der sich in der Folge zweimal neu verheiratete, aktiv beitrug: In seinem Reisebericht Tristes Tropiques erwähnte er seine Ehefrau, Kollegin und Reisegefährtin nur an einer einzigen Stelle.

### Der Zweite Weltkrieg
Kurz vor dem Zweiten Weltkrieg kehrte er nach Frankreich zurück. Bei Kriegsbeginn leistete er Militärdienst als Verbindungsoffizier an der Maginot-Linie. Er wurde aber aufgrund der Rassengesetze des Vichy-Regimes 1940 aus der Armee entlassen, trennte sich von seiner Frau und wanderte aus Frankreich aus. Bei der Emigration in die USA gab es Komplikationen: Ein erstes Schiff brachte ihn zunächst von Marseille nach Martinique; mit an Bord waren Anna Seghers, André Breton und Victor Serge. Nur durch Unterstützung von Jacques Soustelle akzeptierten die amerikanischen Behörden seine Weiterreise.
Im Frühjahr 1941 kam er in New York an. Die Rockefeller-Stiftung unterstützte damals die Flucht zahlreicher Intellektueller und finanzierte den französischen Flügel der New School for Social Research in New York. Er kürzte auf Wunsch der Fakultät seinen Namen ab zu L.-Strauss, denn: „Lévi-Strauss – das waren Jeans, die Studenten würden darüber lachen.“ Dort unterrichtete er von 1942 bis 1945 und lernte Roman Jakobson kennen, einen der wichtigsten Vertreter einer strukturalistischen Linguistik. Gemeinsam mit Henri Focillon, Jacques Maritain und einigen anderen gründete er die École libre des hautes études de New York, eine Art Exiluniversität.

### Nach dem Krieg
Im Jahre 1944 wurde er vom französischen Außenministerium nach Frankreich zurückberufen und 1945 als Kulturberater der französischen Botschaft erneut nach New York geschickt. 1947 kündigte er, um sich erneut seinen Forschungen widmen zu können. Er übernahm einen Lehrauftrag am Lehrstuhl für „Religionen nicht-zivilisierter Völker“ (unter Maurice Leenhardt) an der École pratique des hautes études (EPHE), 1948 wurde er dort zum directeur d’études ernannt. Von 1947 bis 1949 arbeitete er außerdem als Forscher am Centre national de la recherche scientifique und lehrte am Institut für Ethnologie der Sorbonne. Mit zwei Qualifikationsschriften (thèses) – über Grundlegende Strukturen der Verwandtschaft sowie das Familien- und Sozialleben der Nambikwara – erhielt Lévi-Strauss 1949 das Doctorat ès lettres (entspricht etwa einer Habilitation) mit der Note sehr gut.
Er wurde 1949 stellvertretender Direktor des Musée de l’Homme in Paris und reiste im selben Jahr nach Ostpakistan (das heutige Bangladesch). Als Nachfolger Leenhardts wurde Lévi-Strauss 1951 auf den Lehrstuhl für „Religionen nicht-zivilisierter Völker“ in der V. Sektion (Religionswissenschaften) der EPHE berufen. Nach Protesten „farbiger“ Studenten gegen die Bezeichnung „nicht-zivilisiert“ sorgte Lévi-Strauss für die Umbenennung in „Vergleichende Religionen schriftloser Völker“. Zusätzlich übernahm er den Lehrstuhl für „Primitive Zivilisationen“, später umbenannt in „Sozialanthropologie“, in der VI. Sektion (Sozialwissenschaften) der EPHE. Im Jahr 1955 erschien sein Reisebericht Traurige Tropen, zugleich eine strukturalistische Programmschrift. Das poetische Werk entwickelt eine Kritik westlicher Zivilisation aus der Perspektive der „Wilden“: Alles Fremde werde nivelliert, der Westen habe „zwanzigtausend Jahre Geschichte verspielt“. 1958 erschien seine Anthropologie Structurale, 1962 sein Das wilde Denken.
Nach zwei erfolglosen Nominierungen (1949 und 1950) wurde Lévi-Strauss 1959 ins renommierte Collège de France gewählt. Dort lehrte er bis zu seiner Pensionierung 1982 als Professor für Sozialanthropologie. Parallel lehrte er bis 1974 weiter in der religionswissenschaftlichen Sektion der École pratique des hautes études. Er gründete 1960 das Laboratoire d’anthropologie sociale, das sowohl mit dem Collège de France als auch mit der VI. Sektion der EPHE verbunden war, aus der 1975 die École des hautes études en sciences sociales (EHESS) hervorging. Diese Einrichtung leitete Lévi-Strauss bis zu seinem Lebensende. Zusammen mit Emile Benveniste und Pierre Gourou rief er 1961 die anthropologische Fachzeitschrift L’Homme ins Leben. In vier Bänden erschienen in kurzer Folge die Mythologiques: Das Rohe und das Gekochte (1964), Vom Honig zur Asche (1967), Der Ursprung von Tischsitten (1968) sowie Der nackte Mensch (1971). Lévi-Strauss wurde 1973 Mitglied der Académie française und erhielt den Erasmuspreis. Nach seiner Pensionierung veröffentlichte er noch mehrere Bände, die kurze Skizzen zu einzelnen Beispielen enthalten: Der Blick aus der Ferne (1983), Eingelöste Versprechen (1984), Die eifersüchtige Töpferin (1985), Luchsgeschichte (1991) und Sehen Hören Lesen (1993).
Lévi-Strauss starb am 30. Oktober 2009 im Alter von 100 Jahren an den Folgen eines Herzinfarkts. Die Beisetzung fand am 4. November 2009 im Familienkreis auf dem Friedhof der Gemeinde Lignerolles im Département Côte-d’Or im Burgund statt.

## Werk

### Strukturalismus
Die Begründung des französischen ethnologischen Strukturalismus wird oft datiert auf das Erscheinen von Lévi-Strauss’ Analyse von Verwandtschaftssystemen 1949. Die Grundidee ist: Ein durch Heiratsregeln gesteuertes Tauschsystem ersetzt natürliche Verwandtschaften durch soziale Allianz mittels reziproker Verpflichtung. Heiratsregeln werden unterschieden nach Heiratsgeboten (die Gesellschaft gibt vor, aus welcher Gruppe geheiratet werden soll) und Heiratsverboten (es ist nur vorgeschrieben, aus welcher Gruppe nicht geheiratet werden darf). Das signifikant häufigste Vorkommen einer bestimmten Form des „Frauentauschs“ kann dabei, so die These, durch deren bevorzugte systematische Stellung erklärt werden. Es handelt sich um die Kreuzcousinenheirat, die Heirat eines Mannes mit der matrilateralen Kreuzcousine (der Tochter des Mutterbruders). Diese erzeuge die stabilsten gesellschaftlichen Verhältnisse. Die Heirat ist nah genug, damit die Pflicht sozial wirken kann, aber weit genug weg, damit das Inzesttabu gewahrt bleibt. Damit ist der Avunculus, der Mutterbruder (Oheim), besonders bedeutsam. Dieser Punkt wurde u. a. von Pierre Bourdieu kritisiert, der empirisch in Nordafrika diesen Heiratsfall als nur einen unter vielen ausmachte. So kam z. B. die Heirat mit der matrilateralen Parallelcousine (der Tochter der Mutterschwester) in seiner Stichprobe häufiger vor. Die Orientierung an gesellschaftlichen Tauschprozessen hat einen Vorläufer in Marcel Mauss.
Siehe auch positive und negative, sowie präferenzielle und präskriptive Heiratsregeln; Lévi-Strauss über das Inzestverbot

### Anthropologie und Kulturwissenschaft
Lévi-Strauss verglich die Beziehung zwischen der Linguistik und der Sprache mit dem Verhältnis zwischen Ethnologie und der Kultur und postulierte die Übertragbarkeit von linguistischen Konstrukten auf die Ethnologie. Die Kultur verhalte sich wie die Sprache: Nur ein Außenstehender könne die ihr zugrunde liegenden Regeln und Strukturen erkennen und interpretieren. 1958 veröffentlicht Lévi-Strauss seine Aufsatzsammlung zur „Strukturalen Anthropologie“. Wie in seiner Studie zu den Heiratsbeziehungen legt er dabei die Methode zugrunde, sich an systematischen Strukturen zu orientieren, bei denen es auf das Gefüge der Relationen ankommt, so dass sie auch auf völlig andere Elemente übertragbar sind. In ähnlicher Weise hatte der Prager Strukturalismus von Jakobson und anderen vertreten, dass die Elemente, die die Phonologie untersucht, ihren Sinn nicht aus sich selbst, sondern durch das sie ordnende System gewinnen. Ziel des Anthropologen sei, durch Analyse kultureller Phänomene mittelbar die kognitiven Strukturen menschlichen Denkens zu verstehen und die universalen Denkprinzipien in den verwendeten Klassifikationen und Bedeutungssystemen herauszuarbeiten.
Seine anthropologischen Studien machten ihn zu einem der vehementesten Kritiker des religiösen Totemismus: In den vielfältigen Formen mythischer Mensch-Tier-Beziehungen sah er lediglich soziale Aspekte. Die verschiedenen spirituellen „Schutzgeist“-Vorstellungen müssten von totemistischen Konzepten getrennt betrachtet werden.

### Vernunftkritik (Das „wilde Denken“)
Äußerte er schon in dem Reisebericht „Traurige Tropen“ von 1955 eine Faszination für schriftlose Kulturen – oder in seinem Sinne – für Alternativen zur westlichen Zivilisation, entwickelte er diese Gedanken mit der 1962 erschienenen Programmschrift „Das wilde Denken“ (franz. pensée sauvage) deutlich weiter. Lévi-Strauss bezeichnete mit diesem Begriff die Denkweisen der indigenen, naturangepassten Kulturen, die auf traditionell ganzheitlichen und mythisch erklärten Weltanschauungen beruhen.
Keinesfalls sei unsere Kultur geistig-kognitiv überlegen, sondern beides seien Varianten jener gleichartigen Verfahrensweisen, für welche er den Begriff „wildes Denken“ als Kennzeichnung einführte. Der „Primitive“ sei nicht etwa trieb- statt vernunftgesteuert, sondern bearbeite nicht weniger „vernünftig“ – sondern einfach nur anders – konkreteres Material, dabei aber mit anderen Zielen und stärker im Modus von Bricolage („Bastelei“). Die Perspektive auf die Strukturen dieses Denkens ermögliche eine „Übersetzung“ beider Formen. In beiden Kulturen werde eine Klassifikation der Umwelt vorgenommen, wobei auch die Schemata im Einzelnen interkulturell übertragbar seien. Dies beweise, dass die Strukturen des menschlichen Denkens universell und uniform sind. Beispielsweise vollziehe sich Denken stets durch Gegenüberstellung zweier Begriffe, also im Wege einer binären Opposition (komplementäre Dichotomie). Solche Gegensatzpaare sind etwa heiß-kalt, oben-unten usw. Lediglich die Manifestationen seien kulturspezifisch verschieden. Der grundlegende Gegensatz sei die Opposition zwischen „Natur“ und „Kultur“.
In Anknüpfung an das dichotomische Denken führte Lévi-Strauss die Unterscheidung von „kalten“ und „heißen“ Kulturen ein. Er verglich mit diesen Begriffen die modernen und traditionellen (naturangepassten) Kulturen.
Als „kalte Kulturen“ bezeichnete er solche Gesellschaften, bei denen das gesamte Denken und Handeln bewusst und unbewusst darauf abzielt, jegliche Veränderungen der traditionell fixierten Strukturen zu verhindern (sofern es keine zwingende Notwendigkeit oder fremde Einflüsse gibt). Das Vertrauen gilt der Natur; menschliches Wirken gilt grundsätzlich als unvollkommen. Die sogenannten isolierten Völker, die zumeist absichtlich den Kontakt zur westlichen Welt meiden, sind die heutigen Repräsentanten der kalten Gesellschaften.
„Heiße Kulturen“ sind das genaue Gegenteil: Sie vertrauen der menschlichen Innovationsfähigkeit und sind optimistisch, die Natur an ihre Bedürfnisse anpassen zu können. Daher ist ihr gesamtes Streben auf Fortschritt und Veränderung gerichtet. Selbst, wenn sich dadurch zuerst vorrangig die Lebensbedingungen der Privilegierten verbessern, sind die unteren Schichten häufig die Triebfeder der Entwicklung. Die moderne, westlich orientierte Konsumgesellschaft ist der Prototyp der heißen Kultur.

### Mythenanalyse
Die Mythenanalyse von Claude Lévi-Strauss wird vor allem im ersten Band der Mythologiques (dt. Mythologica I. Das Rohe und das Gekochte) dargestellt. In dem Werk weist er nach, dass die strukturale Analyse auch auf dem Gebiet der Mythenforschung mit Erfolg angewendet werden kann. Seine Untersuchungen zeigen, dass die nach den Mythen der primitiven Gesellschaften gebauten Modelle als Umwandlungen oder Transformationen anderer Mythenmodelle gebildet werden und dass diese Modelle insgesamt eine Struktur bilden. In den Mythologiques versucht Lévi-Strauss, von einem bestimmten Mythos der Bororos ausgehend, die Gesamtheit der präkolumbianischen Mythen zu erklären.
Laut Lévi-Strauss bestehen Mythen aus Einheiten (Mythemen), die nach noch unbestimmten Regeln arrangiert sind. Diese Einheiten können in Gegensatzbeziehungen treten, die ihrerseits die Basis von Denkstrukturen darstellen. Durch die Analyse von Mythen sollen die grundlegenden Strukturen menschlichen Denkens verstanden werden. Da Mythen ihrerseits ein Produkt ihrer Kultur sind, repräsentieren sie zunächst diejenigen Denkgesetze, die ihre Kultur prägen. Mittelbar aber seien auch diese ihrerseits durch die Struktur und die Wirkungsweise des menschlichen Gehirns bestimmt, da diese Denkstrukturen alle menschlichen Ausdrucksformen prägen. Konkret untersuchte Lévi-Strauss verschiedene Mythen Nord- und Südamerikas, verglich sie miteinander und bildete Hypothesen über deren „innere Ordnung“. Seine Analysen schlagen verschiedene „Shortscripts“ als Grundmuster vor, „Typen“ der Struktur von Geschichten, die immer wieder variiert vorkommen.

## Rezeption
Kritiker werfen Lévi-Strauss vor, dass die Übersetzung und Interpretation von Denkstrukturen oftmals zu spekulativ sei und überdies von der alltäglichen Wirklichkeit der untersuchten Gemeinschaften ablenke.:S. 53 Zudem bezweifeln manche Autoren die Bildung von Gegensatzpaaren als Grundmuster jeglicher Kategorisierung, so dass die Gefahr bestünde, sich von strukturalen Abstraktionen täuschen zu lassen.

## Ehrungen

### Ehren-/Mitgliedschaften
- Académie française (Frankreich)
- National Academy of Sciences (USA)
- American Academy of Arts and Letters (USA, 1977)[14]
- American Philosophical Society (USA, 1960)[15]
- American Academy of Arts and Sciences (USA, 1963)
- British Academy (Großbritannien, 1966)
- Königlich-Niederländische Akademie der Wissenschaften (Niederlande, 1956)
- Norwegische Akademie der Wissenschaften (Norwegen)

### Ehrendoktorate
- Brüssel
- University of Oxford
- Universität von Chicago
- University of Stirling
- Universität Uppsala
- Montréal
- Nationale Universität von Mexiko
- Laval-Universität Québec
- Nationaluniversität von Zaïre
- Visva Bharati University in Shantiniketan
- Yale University
- Harvard University
- Johns Hopkins University
- Columbia University

### Preise und Auszeichnungen
- 1966 Viking Fund Award der Wenner-Gren Foundation for Anthropological Research
- 1967 Médaille d’or du CNRS
- 1973 Erasmuspreis
- 1986 Fondation Nonino
- 1996 Aby-M.-Warburg-Preis der Stadt Hamburg
- 2003 Meister-Eckhart-Preis
- 2005 Premi Internacional Catalunya

## Werke
- 1949: Structures élémentaires de la parenté. (deutsch von Eva Moldenhauer: Die elementaren Strukturen der Verwandtschaft. 1981)
- 1952: Race et histoire. (dt. v. Traugott König: Rasse und Geschichte. In: Strukturale Anthropologie II. Suhrkamp, Frankfurt am Main 1975)
- 1955: Tristes Tropiques. (dt. v. Eva Moldenhauer: Traurige Tropen. Suhrkamp, Frankfurt am Main 1978)
- 1958: Anthropologie structurale. (dt. v. Hans Naumann: Strukturale Anthropologie I. Suhrkamp, Frankfurt am Main 1967)
- 1962: Le Totémisme aujourd’hui. (dt. v. Hans Naumann: Das Ende des Totemismus. Suhrkamp, Frankfurt am Main 1965)
- 1962: La pensée sauvage. (dt. v. Hans Naumann: Das wilde Denken. Suhrkamp, Frankfurt am Main 1968)
- 1964: Mythologiques. Band I: Le cru et le cuit. (dt. v. Eva Moldenhauer: Mythologica I. Das Rohe und das Gekochte. Suhrkamp, Frankfurt am Main 1971)
- 1966: Mythologiques. Band II: Du miel au cendres. (dt. v. Eva Moldenhauer: Mythologica II. Vom Honig zur Asche. Suhrkamp, Frankfurt am Main 1972)
- 1968: Mythologiques. Band III: L'Origine des manières de tables. (dt. v. Eva Moldenhauer: Mythologica III, Vom Ursprung der Tischsitten. 1973)
- 1971: Mythologiques. Band IV: L’homme nu (dt. v. Eva Moldenhauer: Mythologica IV. Der nackte Mensch. 2 Bände. Suhrkamp, Frankfurt am Main 1975)
- 1973: Anthropologie structurale deux. (dt. v. Eva Moldenhauer, Hans Henning Ritter, Traugott König: Strukturale Anthropologie II. Suhrkamp, Frankfurt am Main 1975)
- 1975: La Voie des masques. (dt. v. Eva Moldenhauer: Der Weg der Masken. Suhrkamp, Frankfurt am Main 1977)
- 1979: Myth and Meaning. (dt. Mythos und Bedeutung. Fünf Radiovorträge. Gespräche mit C. Lévi-Strauss. hg. v. A. Reif, Suhrkamp, Frankfurt am Main 1980)
- 1983: Le Regard éloigné. (dt. v. Hans-Horst Henschen, Joseph Vogl: Der Blick aus der Ferne. Wilhelm Fink, München 1985)
- 1985: La Potière jalouse.
  - Übers. Hans-Horst Henschen: Die eifersüchtige Töpferin. Mit Farbtafeln von Anita Albus, Nördlingen : Greno 1987, Reihe Die Andere Bibliothek
- 1988: De près et de loin. mit Didier Eribon
  - Übers. Hans-Horst Henschen: Das Nahe und das Ferne. Eine Autobiographie in Gesprächen. Frankfurt am Main 1989. ISBN 3-10-021405-6.
- 1991: Histoire de lynx. (dt. v. Hans-Horst Henschen: Die Luchsgeschichte. 1993)
- 1993: Regarder, écouter, lire (dt. v. Hans-Horst Henschen: Sehen, Hören, Lesen. Hanser, München 1995)
- 1995: Brasilianisches Album (dt. v. Hans-Horst Henschen)
- 2011: L’autre face de la lune. Écrits sur le Japon. Seuil, Paris
  - Übers. Eva Moldenhauer: Die andere Seite des Mondes: Schriften über Japan. Suhrkamp, Berlin 2012; TB ebd. 2017
- 2011: L'anthropologie face aux problèmes du monde moderne. Éditions du Seuil, Paris (dt. v. Eva Moldenhauer: Anthropologie in der modernen Welt. Suhrkamp, Berlin 2012)
- 2013: Nous sommes tous des cannibales. Seuil, Paris
  - Übers. Eva Moldenhauer: Wir sind alle Kannibalen. Mit dem Essai Der gemarterte Weihnachtsmann. Vorw. Maurice Olender. Suhrkamp, Berlin 2014, ISBN 978-3-518-58613-6 TB ebd. 2017
- 2019: Anthropologie structurale zeró. Seuil, Paris.
  - Übers. Bern Schwibs: Strukturale Anthropologie Zero, suhrkamp, Berlin 2021, ISBN 978-3-518-58765-2.

## Filme
- Claude Lévi-Strauss, das Selbstbildnis des Ethnologen. Dokumentation, Frankreich, 2008, 93 Min., Regie: Pierre-André Boutang, Produktion: Les Films Du Bouloi, Arte France, deutsche Erstausstrahlung: 4. November 2009, Inhaltsangabe von arte.
- Claude Lévi-Strauss. Dokumentarfilm, Frankreich, 2004, 59 Min., Buch und Regie: Pierre Beuchot, Produktion: arte France, Film-Informationen von arte.
 Ein Interview von 1972 über seine Einflüsse und Ansichten wird mit Archivbildern ergänzt.
- Traurige Tropen. Dokumentation, Frankreich 1990, 46 Min., Regie: Alain Salomon, Jorge Bodansky, Produktion: Arte France, Inhaltsangabe von arte.
- WILDES DENKEN – Europa im Dialog mit spirituellen Kulturen der Welt. Film, Deutschland 2020, 108 Min., Regie: Rüdiger Sünner, Produktion:  Atalante-Filmproduktion, Inhaltsangabe von absolut medien.